# Ophiochloa
Ophiochloa is een geslacht uit de grassenfamilie (Poaceae). De soorten van dit geslacht komen voor in Zuid-Amerika.

## Soorten
De Catalogue of New World Grasses [11 april 2010] erkent de soorten:
- Ophiochloa bryoides
- Ophiochloa hydrolithica